# Hermsdorf (Ottendorf-Okrilla)
Hermsorf – miejscowość w gminie Ottendorf-Okrilla w Niemczech, w kraju związkowym Saksonia, w powiecie Budziszyn. Do 31 grudnia 1998 była samodzielną gminą.

## Transport
- Linia kolejowa Dresden-Klotzsche – Königsbrück
- Autostrada A4
- Droga krajowa B97